# Gagne (affluent gauche de la Loire)
Pour les articles homonymes, voir Gagne.
La Gagne est un ruisseau français dans le département de la Haute-Loire, affluent de la rive gauche de la Loire.
Il ne faut pas confondre ce cours d'eau avec une rivière homonyme, affluent droit de la Loire, en aval et cinquante mètres plus bas en altitude, à moins de cinq kilomètres à vol d'oiseau. Tous les deux se situent au sud-est du Puy-en-Velay.

## Géographie
D'une longueur de 11,6 kilomètres, la Gagne prend sa source dans les monts du Devès dans la commune de Cayres de 1 099 mètres, près du bourg au lieu-dit les Rivets.
La Gagne descend vers le nord-nord-est pour déboucher à 651 mètres dans la Loire entre Solignac-sur-Loire et Cussac-sur-Loire.

## Départements, communes et cantons traversés
Dans le seul département de la Haute-Loire, la Gagne traverse 4 communes et 2 cantons :
- Cayres (source), Le Brignon, Solignac-sur-Loire et Cussac-sur-Loire (confluence).

Soit en termes de cantons, la Gagne prend sa source dans le canton de Cayres, et conflue sur le canton de Solignac-sur-Loire.

## Affluents
La Gagne est sans affluent référencé au SANDRE.